# Evaldas Pašilis
Evaldas Pašilis (* 13. Oktober 1973 in Rajongemeinde Telšiai) ist ein litauischer Jurist, Staatsanwalt. Von 2015 bis 2020 war Generalstaatsanwalt Litauens, Leiter der litauischen Generalstaatsanwaltschaft, davor Richter.

## Leben
Nach dem Abitur an der Mittelschule absolvierte Pašilis 1994 das Bachelorstudium des Rechts an der Lietuvos policijos akademija in Vilnius. 1998 absolvierte er das Jurastudium an der Rechtsfakultät der Universität Vilnius als Diplom-Jurist.
Vom August 1994 bis zum Mai 1997 war er jüngerer Inspektor im Dienst für Ermittlung der Wirtschaftsverbrechen am Polizeikommissariat der Rajongemeinde Ukmergė und vom Mai 1997 bis zum Februar 1999 als Inspektor im Amt für operative Tätigkeit und Vernehmen von Bezirk Vilnius im Mokesčių policijos departamentas am Innenministerium Litauens. Vom März 1999 bis zum Februar 2000 war er Kandidat zu den Richtern am Kreisgericht Ukmergė. Vom September 2003 bis zum Juli 2004 lehrte er an der Höheren Wirtschaftsschule Ukmergė. Vom April 2000 bis zum Dezember 2015 arbeitete er als Richter und vom Juli 2007 bis zum Juli 2012 als Gerichtspräsident in Ukmergė. Er bildete sich weiter in Barcelona und Trier. Am 29. Dezember 2015 wurde er Generalstaatsanwalt Litauens (ernannt von der Präsidentin Dalia Grybauskaitė).
Pašilis ist verheiratet und hat zwei Kinder.
Pašilis spricht Russisch und Englisch.